# Graffiti Bridge (Album)
Graffiti Bridge (englisch für Graffiti Brücke) ist das zwölfte Studioalbum des US-amerikanischen Musikers Prince, wobei er alle Songs arrangierte, komponierte und produzierte. Es erschien am 20. August 1990 bei dem Label Paisley Park Records / Warner Bros. Records und dient als Soundtrack des von ihm gedrehten gleichnamigen Films. Fünf der insgesamt 17 Songs singen Mavis Staples, Tevin Campbell und The Time. Zudem wirken Candy Dulfer, Clare Fischer, George Clinton, Junior Vasquez, Rosie Gaines, Sheila E. und The Steeles als musikalische Gäste mit.
Die Musik zählt zu den Genres Contemporary R&B, Electro Funk, Funk, Pop und Rock, die Liedtexte handeln vorwiegend von Gott und sind zuweilen spirituell angehaucht. Musikkritiker bewerteten Graffiti Bridge überwiegend positiv und aus kommerzieller Sicht erreichte das Album in den USA und in einigen Ländern Europas Goldstatus. Eine Tournee zum Album absolvierte Prince nicht.

## Entstehung
Auf Graffiti Bridge arbeitete Prince mit einigen Gastsängern zusammen, wie beispielsweise T.C. Ellis und Robin Power, die bürgerlich Robin Herron heißt und als Tänzerin in der US-Fernsehsendung Soul Train Ende der 1980er bekannt wurde. T.C. Ellis heißt bürgerlich David Ellis und die Initialen „T.C.“ stehen für „Twin Cities“, da er in St. Paul in Minnesota geboren ist. Er ist der ältere Bruder von der US-Sängerin Sue Ann Carwell (* 1962), mit der Prince Ende der 1970er Jahre zusammenarbeitete.
Prince schrieb lediglich die beiden Songs Round and Round und Thieves in the Temple gezielt für Graffiti Bridge. Die restlichen 15 Songs hatte er in den Jahren zuvor aufgenommen und Ende 1989 in seinem Paisley Park Studio in Chanhassen in Minneapolis überarbeitet. Tick, Tick, Bang hatte Prince bereits im Jahr 1981 aufgenommen, die jüngste Aufnahme Thieves in the Temple folgte erst im Februar 1990; damit enthält Graffiti Bridge Songs aus einer Zeitspanne von insgesamt zehn Jahren. Zum ersten Mal arbeitete Prince mit dem Toningenieur Michael Koppelman zusammen, der seit Purple Rain im Jahr 1984 Fan des Musikers war und bis 1994 mit ihm zusammenarbeitete.
Tick, Tick, Bang nahm Prince im Sommer 1981 in seinem damaligen Heimstudio Kiowa Trail Home Studio in Chanhassen auf, wo er von April 1981 bis Januar 1985 wohnte. Ende 1989 überarbeitete er den Song im Paisley Park Studio und schrieb auch einen neuen Liedtext. Am 9. Januar 1990 wurde das Stück im Tonstudio Larrabee Sound Studios in Hollywood in Kalifornien abgemischt. Can’t Stop This Feeling I Got nahm Prince ursprünglich im Frühjahr 1982 im Kiowa Trail Home Studio auf und auch diesen Song überarbeitete er Ende 1989 im Paisley Park Studio für Graffiti Bridge. We Can Funk komponierte er am 30. Dezember 1983 unter dem Titel We Can Fuck und nahm ihn im Tonstudio Sunset Sound Studio in Los Angeles in Kalifornien auf. Im Laufe der 1980er Jahre überarbeitete Prince das Stück mehrfach und die auf Graffiti Bridge veröffentlichte Version mit George Clinton stellte er Ende 1989 im Paisley Park Studio fertig; er fügte zusätzliches Instrumentalspiel ein und schickte diese Version an Clinton, damit dieser seine Gesangsparts im United Sound Studio in Detroit in Michigan aufnehmen konnte. Prince und Clinton arbeiteten an dem Song nie gemeinsam. Nachdem Clinton den Song an Prince zurückgeschickt hatte, fügten Saxofonist Eric Leeds und Trompeter Atlanta Bliss entsprechende Overdubs hinzu.
Das Stück The Question of U nahm Prince am 28. Dezember 1985 im Sunset Sound auf. Zwar überarbeitete er den Song am 6. Juli 1986, aber die auf Graffiti Bridge veröffentlichte Version ist die aus dem Jahr 1985. Joy in Repetition spielte er am 17. Juli 1986 im Sunset Sound Studio ein; ursprünglich platzierte Prince den Song im November 1986 auf dem Dreifachalbum Crystal Ball, strich ihn aber wieder von der Tracklist und das Album blieb unveröffentlicht. Melody Cool nahm er am 9. Juli 1987 im Paisley Park Studio auf und sang den Song ursprünglich selbst. In der Originalversion schildert er den Liedtext aus der Perspektive der dritten Person, wie beispielsweise „they call her Melody Cool“. Ende 1989 übernahm Mavis Staples den Hauptgesang und schildert den Liedtext aus der Ich-Perspektive. Das Titelstück Graffiti Bridge spielte Prince am 11. Juli 1987 im Paisley Park Studio ein. Ende 1989 überarbeitete er den Song und integrierte zu Beginn des Stücks von Clare Fischer arrangierte Streichorchester-Overdubs, die dieser ursprünglich 1987 für den bis heute (2025) unveröffentlichten Song Killin’ at the Soda Shop von Jill Jones komponiert hatte.
Die beiden Songs Elephants & Flowers und Still Would Stand All Time nahm Prince am 6. Oktober 1988 im Paisley Park Studio auf, als er eine dreitägige Pause von seiner Lovesexy-Tour zwischen den Konzerten in Toronto (Kanada) und Hampton in Virginia hatte. Bereits bei Lovesexy-Aftershows spielte er das Stück Still Would Stand All Time und trug es im Falsettgesang vor und nicht, wie auf der Albumversion, in normaler Stimmlage. In der Originalversion übernahm Prince auch die Backing Vocals, doch Ende 1989 oder Anfang 1990 übernahmen The Steeles diese Aufgabe. Ursprünglich platzierte er den Song auf dem Album Batman (1989), ersetzte ihn aber durch Scandalous. Im Herbst 1989 sang Prince den Liedtext von Elephants & Flowers neu ein, weil er bei den Aufnahmen im Oktober 1988 eine Kehlkopfentzündung hatte, zudem schrieb er den Liedtext um.
Die vier Songs Love Machine, Release It, Shake! und The Latest Fashion nahmen The Time zwischen Juni und Anfang September 1989 im Paisley Park Studio auf. Ursprünglich waren die Tracks für deren vierten Studioalbum Corporate World bestimmt, das am 14. November 1989 bei Warner Bros. Records erscheinen sollte, aber für die Öffentlichkeit aus unbekannten Gründen nicht herausgebracht wurde. Love Machine schrieb Prince gemeinsam mit E-Bassist Levi Seacer Jr. und Morris Day (* 1957), Frontsänger von The Time. Candy Dulfer fügte im August 1989 Saxofon-Overdubs hinzu. Release It komponierte Prince mit Seacer Jr., Shake mit Day. Den Song The Latest Fashion nahm Prince bereits Anfang April 1987 in seinem damaligen Heimstudio Galpin Blvd Home Studio in Chanhassen auf und bot ihn 1988 Dale Bozzio (* 1955) an, Mitglied der Band Missing Persons. Doch sie lehnte ab und Ende 1989 überarbeitete Prince das Stück drastisch im Paisley Park Studio und lieh sich die Melodie von My Summertime Thang, ein von ihm selbst geschriebener Song aus dem Jahr 1983, den er für The Time auf dem Album Pandemonium (Juli 1990) platzierte.
New Power Generation, New Power Generation (Pt. II) und Round and Round nahm Prince im Dezember 1989 im Paisley Park Studio auf, wobei New Power Generation auf dem Stück Bold Generation basiert, das er bereits am 12. Januar 1982 komponierte und postum auf dem Album 1999 Super Deluxe (2019) platziert wurde. Das Schlagzeugspiel in Bold Generation stammt von Morris Day, was Prince in New Power Generation integrierte. Im Frühjahr 1990 spielte Junior Vasquez in den Electric Lady Studios in New York City eine Remixversion von Round and Round ein, die Prince so gut gefiel, dass er sie schließlich auf Graffiti Bridge veröffentlichte. Es war das erste Mal in seiner Karriere, dass er die Überarbeitung eines gesamten Albumsongs jemand anderem überließ.
Als letzten Song für Graffiti Bridge spielte Prince am 11. Februar 1990 im Paisley Park Studio Thieves in the Temple ein, kurz bevor er mit Dreharbeiten zum Film Graffiti Bridge begann. Gemäß Toningenieur Tom Garneau sei der Song „in einem 30-Stunden-Marathon“ aufgenommen worden. Die ersten 15 Stunden habe Michael Koppelman mitgewirkt, anschließend habe Garneau aufgenommen. Obwohl ununterbrochen gearbeitet wurde, sei es „seltsam angenehm gewesen, Teil dieses Prozesses zu sein“, sagte Garneau. Gemäß Koppelman habe Prince unmittelbar nach Beendigung des Songs noch in der Nacht ein Musikvideo zu Thieves in the Temple gedreht.
Mit Graffiti Bridge schloss Prince ein musikalisches Kapitel in seiner Karriere; er gründete nach der Veröffentlichung des Albums mit The New Power Generation eine neue Begleitband, die ihn bis zu seinem Tod im April 2016 musikalisch unterstützte. Anstatt alle Songs nahezu im Alleingang zu schreiben und aufzunehmen, wie er es bei seinen Alben in den 1970er und 1980er Jahren üblicherweise getan hatte, involvierte er ab 1991 seine Bandmitglieder gelegentlich in das Songwriting. Zudem nahmen in den 1990er Jahren die Musikrichtungen Rap und Hip-Hop zunehmend Einfluss in seine Musik.

## Gestaltung des Covers
Das Albumcover gestaltete Steve Parke (* 1963). Ähnlich wie bei dem Cover von Sign “☮” the Times (1987) ist rechts auf dem Frontcover von Graffiti Bridge nur das halbe Gesicht von Prince zu sehen. Zudem ist oben links der Kopf von Ingrid Chavez (* 1965) abgebildet, die im Film Graffiti Bridge die weibliche Hauptrolle spielt. Auf der Rückseite sind unter anderem Fotos von The-Time-Frontsänger Morris Day sowie Jill Jones zu sehen, die Tracklist ist in gelber Schrift abgedruckt.
Parke sagte über die Covergestaltung: „Für meine damaligen Fähigkeiten war das Albumcover von Graffiti Bridge wirklich ein Prunkstück. […] Es war ein Gruß an die 1970er Jahre im Stile von Bitches Brew [1970 von Miles Davis veröffentlicht], aber viel poppiger und kommerzieller und nicht so düster.“ Als Parke das Albumcover fertigstellte, setzte er sich mit Levi Seacer Jr. in Verbindung, damaliger Gitarrist in Prince’ Band. Seacer schlug vor, das Cover Prince zuzuschicken und dessen Meinung abzuwarten. Schließlich rief Prince Parke an und sagte, er wolle das Cover für Graffiti Bridge verwenden, was Parke überraschte: „Ich dachte, dass das Cover eventuell für Inspirationen weiterer Vorschläge dienen könnte. Aber ich habe niemals damit gerechnet, dass es das endgültige Albumcover wird.“ Er fügte auf der Vorderseite noch das Foto von Ingrid Chavez hinzu und auf der Rückseite das von Morris Day. Zudem nahm Parke ein Bild von seiner Ehefrau, ersetzte den Kopf aber durch den von Jill Jones und platzierte es ebenfalls auf die Rückseite des Albumcovers.
Die LP-Ausgabe enthält auf der Innenhülle der ersten LP auf der Vorder- und Rückseite zwei Porträtfotos von Prince. Auf der Innenhülle der zweiten LP ist auf der Vorderseite die „Graffiti Bridge“ abgebildet, wie sie im Film zu sehen ist. Auf der Rückseite der Innenhülle sind die Liedtexte samt Liner Notes abgedruckt sowie kleine Fotos von George Clinton, Ingrid Chavez, The Time und Tevin Campbell. Das achtseitige Booklet der CD-Ausgabe enthält zusätzlich acht weitere Fotos, die aus dem Film Graffiti Bridge stammen.

## Musik und Liedtexte

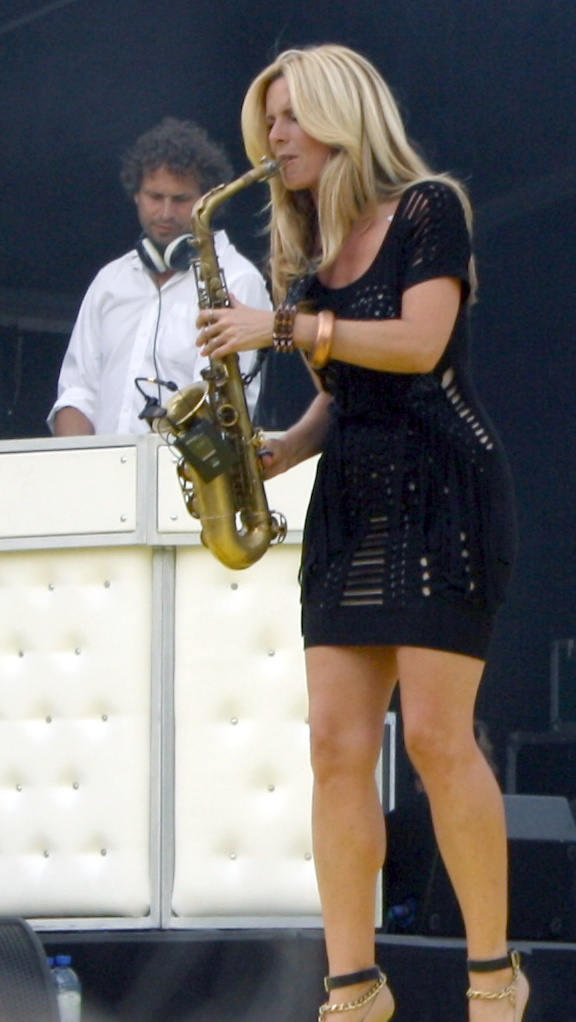
Candy Dulfer, 2010

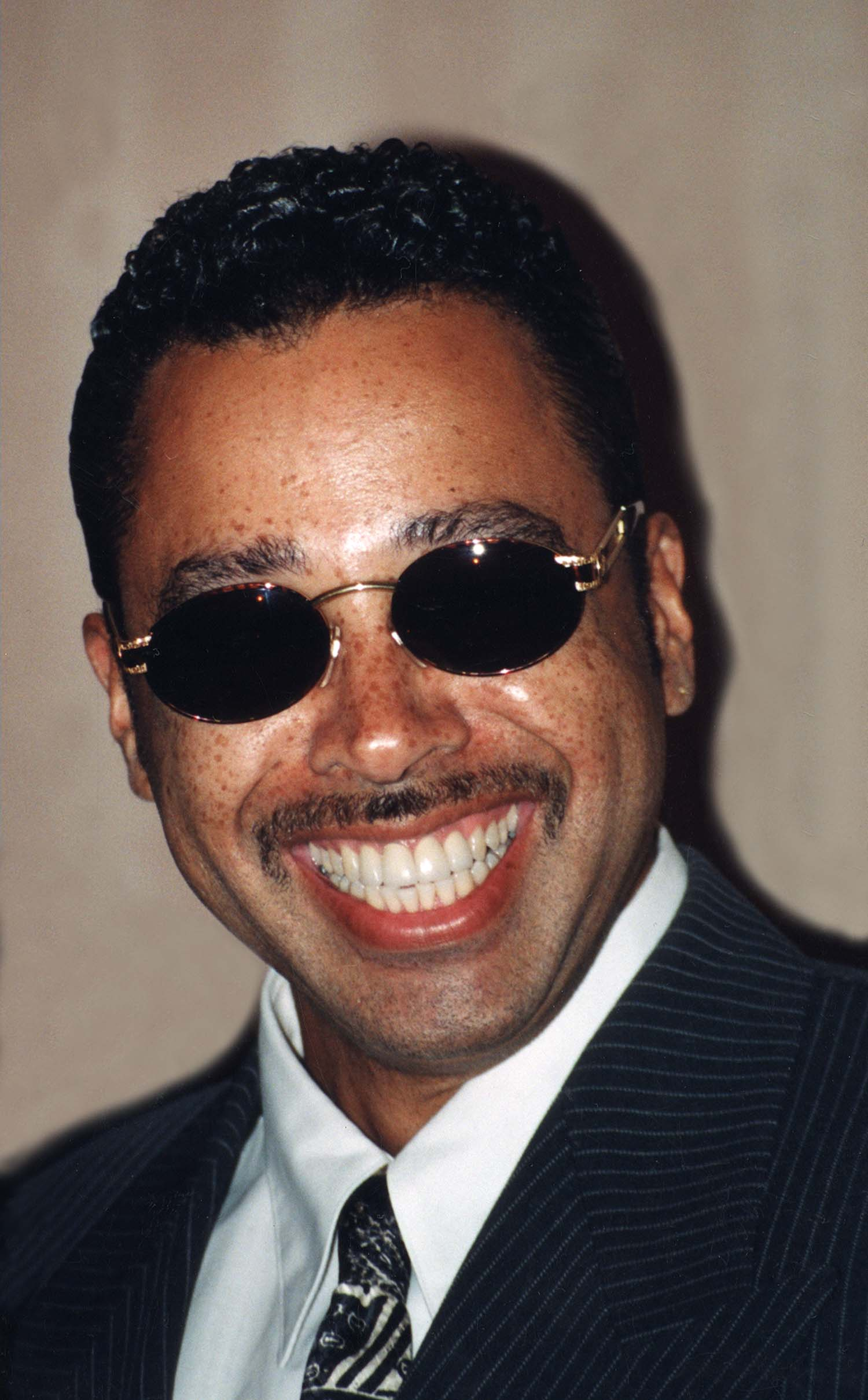
Morris Day, 1996

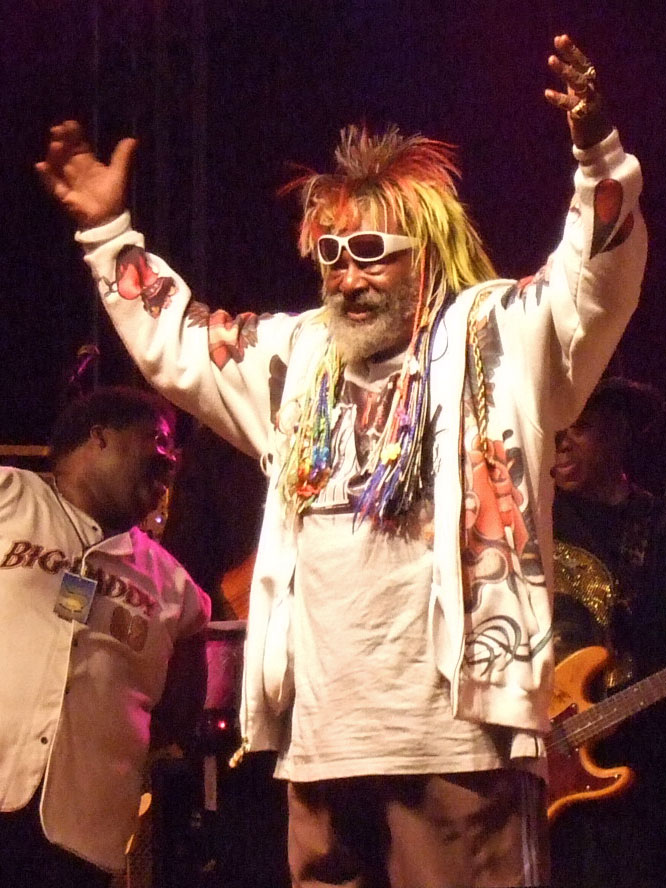
George Clinton, 2007

Die Musik zählt zu den Genres Contemporary R&B, Electro Funk, Funk, Pop und Rock, kombiniert mit Drumcomputer und Synthesizer. Außerdem dominiert bei den vier Songs Elephants & Flowers, Joy in Repetition, The Question of U und Tick, Tick, Bang Prince’ Gitarrenspiel.
Die Liedtexte sind zuweilen spirituell angehaucht; ein Leitmotiv ist Prince’ Suche und Herbeisehnen der Liebe von Gott. Er benutzt durchweg das Wort „Love“ als Metapher für „Gott“. Der Song Elephants & Flowers ist der einzige des gesamten Albums, auf dem er das Wort „God“ ausdrücklich erwähnt. Prince scheint auf dem Album zu argumentieren, dass die Liebe von Gott die einzige Quelle für menschliche Liebe ist; die Menschen seien nur deshalb in der Lage zu lieben, weil Gott in ihnen wohne. Der Liedtexte erinnern zuweilen an diejenigen von Lovesexy aus dem Jahr 1988.
Neben seinem charakteristischen Falsettgesang benutzt Prince auch tiefere Stimmlagen, zudem ist er vereinzelt im Sprechgesang zu hören. Außerdem wirken in einigen Songs George Clinton, Mavis Staples, Rosie Gaines, Sheila E., Tevin Campbell, The Steeles und The Time mit, die entweder im Hauptgesang oder in den Backing Vocals zu hören sind. Ferner präsentiert T. C. Ellis eine Rap-Passage im Song New Power Generation (Pt. II).
1. Can’t Stop This Feeling I Got
Der Opener stammt aus den Musikgenres Popmusik und Rockmusik mit Rockabilly-Einflüssen. Dominierende Instrumente sind E-Bass, E-Gitarre und Schlagzeug mit dezent gehaltenem Synthesizer-Spiel im Hintergrund. Das Stück weist zuweilen Ähnlichkeiten mit den Prince-Songs When You Were Mine (1980) und I Could Never Take the Place of Your Man (1987) auf. Die Originalversion von Can’t Stop This Feeling I Got aus dem Jahr 1982 ist postum auf dem Album 1999 Super Deluxe (2019) platziert worden. Der Liedtext beginnt mit dem von Prince gesprochenen Intro „Lieber Vater. Dinge haben sich nicht ganz so erwiesen, wie ich sie gewollt habe. Manchmal fühle ich mich so, als ob ich explodieren werde“, worauf das Explodieren einer Bombe zu hören ist. Anschließend beginnt die Musik und Prince fängt zu singen an. Das „Feeling“ im Songtitel bezeichnet Prince als „everlasting light“ („ewiges Licht“), obwohl sich der Liedtext überwiegend mit negativen Auswirkungen beschäftigt; Prince kann nachts nicht schlafen und auch der Arzt könne an diesem Zustand nichts ändern. Der ursprüngliche Liedtext stammt aus dem Jahr 1982 und war von Prince als Liebeslied geschrieben, aber er änderte einige Worte, damit dieser besser in das Gesamtbild des spirituellen Themas von Graffiti Bridge passt.[14][20][21]
2. New Power Generation
Der Song ist aus den Genres Pop- und Rockmusik mit Einflüssen von Elektronische Tanzmusik und Funk. New Power Generation basiert auf einer rhythmisch gespielter Keyboard-Phrase und Synthesizer-Bassline. Ursprünglich hieß das Stück Bold Generation, das ebenfalls auf 1999 Super Deluxe zu hören ist. In dem Liedtext gibt Prince preis, was ihn im Leben zurzeit am meisten beschäftigt: „Liebe und Musik machen“.[20] Mit der Textzeile „Das einzige, was Dir im Weg steht, bist du selbst. Deine nicht mehr zeitgemäße Musik und deine alten Ideen“ spielt er auf Musikkritiker an, die ihm im wahren Leben schwindende Kreativität vorwarfen. In den Backing Vocals ist unter anderem Rosie Gaines zu hören. Der Begriff „New Power Generation“ zieht sich durch Prince’ musikalische Karriere; zum ersten Mal erwähnte er ihn im Jahr 1988 im Intro des Songs Eye No vom Album Lovesexy. Außerdem war The New Power Generation der Name seiner Begleitband von 1991 bis 2016. Zudem heißt sein von ihm im Jahr 1993 gegründetes Musiklabel NPG Records, wobei die Initialen „NPG“ für „New Power Generation“ stehen.[14][22][23]
3. Release It Morris Day, 1996
Das Stück stammt aus den Genres Dance-Pop und Funk. Release It ist sparsam arrangiert und Candy Dulfer fügte Saxophon-Riffs am Coda ein. Das Schlagzeugspiel ist ein Sample aus dem Song Squib Cakes (1974) der Band Tower of Power, das Prince in einen Loop umwandelte. Tower of Power erwähnt Prince in den Liner Notes aber nicht. Der Liedtext wird von The Time gesungen, worin Leadsänger Morris Day die Rolle eines unehrlich, gierig, sexbesessenen und hedonistisch veranlagten Typen übernimmt. Der Song steht im Kontrast zu Prince’ spirituellen und ernsteren Themen auf Graffiti Bridge.[14]
4. The Question of U
Der Song ist den Genres Pop- und Rockmusik mit Blues-Einflüssen zuzuordnen. Das Stück besitzt keinen Refrain und im ersten Abschnitt enthält es als Thema eine Melodie, die von Prince erst gesungen und anschließend von ihm auf E-Gitarre nachgespielt wird. Im zweiten Abschnitt fokussiert sich der Song auf ein klassisch angehauchtes Cembalo- und Flötenspiel. Zudem rückt die Bass Drum zunehmend in den Vordergrund und von Prince durchgeführte Handclaps begleiten den Song. Im Liedtext stellt er ausschließlich Fragen an sich selbst. Beispielsweise ringt Prince mit der Frage, ob er in seiner Musik Kompromisse eingehen soll, um kommerziell erfolgreicher zu sein. Für ihn wäre dies aber gleichbedeutend mit „[seine] Seele verkaufen“.[14][20][22]
5. Elephants & Flowers
Der Track stammt aus dem Genre Funk und besitzt einen hektisch wirkenden Rhythmus, der unter anderem von Prince’ rau gespielter Gitarre stammt. Dadurch erinnert Elephants & Flowers zuweilen an einen Rocksong. Im Liedtext zelebriert Prince Gott; „Derjenige, der alles erschuf: Elefanten und Blumen“. Außerdem beschreibt er den Einfluss und die Wirkung, wenn Gott von Menschen bedingungslos geliebt wird: Angst, Feinde, Kummer, Schmerz, Tränen und Verwirrung würden verschwinden.[20]
6. Round and Round
Es ist der einzige Albumsong, der von Junior Vasquez abgemischt wurde. Das Stück ist aus dem Genre Funk mit Einflüssen von New Jack Swing. Die Arrangements sind schlicht gehalten, im Hintergrund ist eine Synthesizer-Bassline mit High-Pitched Snare Drums zu hören. Der Song klingt monoton, da er auf nur einem Akkord basiert. Der von Prince geschriebene und von Tevin Campbell gesungene Liedtext beschäftigt sich mit der Suche nach Erlösung, aber „wonach wir suchen, ist noch nicht gefunden“. Kernaussage ist „handeln statt reden“, wie beispielsweise im Refrain „nichts kommt von Schwätzern, außer Geräuschen“ zu hören ist.[20][24]
7. We Can Funk George Clinton, 2007
Den Funk-Song besitzt eine Synthesizer- und Waldhorn-Hookline, die derjenigen des Prince-Songs If I Was Your Girlfriend (1987) ähnelt. Der Instrumentalteil von We Can Funk besteht aus einer Mischung von live eingespieltem Schlagzeug und Oberheim-Synthesizer-Lines aus der ursprünglichen Version von 1983, die auf dem Album Purple Rain Deluxe (2017) zu finden ist. Prince fügte zusätzlich eine Synthesizer-Bassline und Blechblasinstrumente hinzu. Den Liedtext singt er mit George Clinton im Duett und schildert die sexuelle Anziehung zwischen einer Frau und einem Mann, die sich gerade erst getroffen haben. Der Mann möchte mit ihr irgendwo hingehen, wo sie miteinander Sex haben können. In den Backing Vocals sind unter anderem Jill Jones, Lisa Coleman und Wendy Melvoin zu hören, die von Prince in den Liner Notes aber alle nicht erwähnt werden.[3][20]
8. Joy in Repetition
Das langsame Stück aus dem Genre Rockmusik wird von Synthesizer-Akkorden unterstützt, die zuweilen eine bedrohliche Stimmung erzeugen. Der Song basiert auf drei sich wiederholenden Akkorden, zudem fügte Prince Keyboardspiel, Perkussion und Rhythmusgitarre ein. Das spärlich arrangierte Stück endet mit einem unruhigen Gitarrensolo von Prince. Im Liedtext beschreibt er chronologisch, wie ein Mann einen Musikklub besucht und diesen mit einer Frau gemeinsam wieder verlässt. Vor dem Musikklub tummeln sich unter anderem fluchende Zuhälter, im Klub sind „Dichter und Teilzeitsänger“ anwesend. Als der Mann in den Klub hineingeht, spielt eine Liveband seit bereits vier Monaten einen Song mit Namen Soul Psychodelicide, der insgesamt ein Jahr lang ist. Im wahren Leben hatte Prince tatsächlich ein Stück mit Namen Soul Psychodelicide geschrieben, und zwar im Juli 1986, postum auf dem Album Sign o’ the Times Super Deluxe im Jahr 2020 veröffentlicht. Die Sängerin der Liveband wiederholt immer nur die zwei Worte „love me“, worauf der Mann in Verzückung gerät. Er zerrt die Frau von der Bühne und gemeinsam rennen sie durch die Hintertür in eine Gasse. „Wie heißt du?“, fragt er. Doch die Frau antwortet erneut nur „love me“ und die Geschichte bleibt ungelöst.[14][17]
9. Love Machine
Das Stück ist wie Release It dem Genre Dance-Pop und Funk zuzuordnen. Der Rhythmus basiert auf dem elektronischen Pattern eines Drumcomputers, unterstützt von einer Rhythmusgitarre. Der Liedtext wird von Elisa Fiorillo und Morris Day vorgetragen, wobei Fiorillo ihren Part singt und Day seinen spricht sowie die im Titelnamen beschriebene Rolle der „Love Machine“ übernimmt, in dem er einer Frau sexuelle Befriedigung anbietet. Die Rolle impliziert, dass Day emotional unbeteiligt ist und Sex ohne Liebe haben möchte. Fiorillo war von 2009 bis 2014 Mitglied in The New Power Generation und ist auch unter dem Pseudonym Elisa Dease bekannt, weil sie den Nachnamen ihres Ehemanns (* 1966; † 2019) angenommen hatte.[12][14]
10. Tick, Tick, Bang
Das Schlagzeugspiel ist aus dem Song Little Miss Lover (1967) gesampelt, der auf dem Album Axis: Bold as Love von Jimi Hendrix zu finden ist. Das Sample stammt von einer Kompaktkassette in schlechter Tonqualität, da Prince aus Zeitgründen keine Version in besserer Tonqualität auf CD finden konnte. In den Liner Notes ist Hendrix aber nicht namentlich erwähnt. Tick, Tick, Bang ist ähnlich wie Elephants & Flowers aufgebaut, besteht aber aus mehr live gespieltem Schlagzeug und Handclaps. Zudem fügte Prince Gitarren-Phrasen und Keyboard-Motive ein. Ähnlich wie We Can Funk handelt der Liedtext von Sex, wobei der Titelname Tick, Tick, Bang als Metapher für einen männlichen Orgasmus von Prince benutzt wird. Er beschreibt einen lüsternen Mann, der geil auf eine Frau ist, die ihm „großen Spaß“ macht und als „Sexbombe“ gilt.[14][17][25]
11. Shake!
Wie Release It wird Shake! von The Time gesungen und ist dem Genre Dance-Pop und Funk zuzuordnen. Das Stück ist eine abgehackte Tanznummer, die zuweilen an die Songs Wooly Bully (1965) von Sam the Sham & the Pharaohs und 96 Tears (1966) von Question Mark & the Mysterians erinnert. Der Liedtext von Shake! ist inhaltlich nahezu mit dem von Release It identisch und handelt von attraktiven Frauen und zelebrieren Party machen sowie Tanzen. Shake! enthält mit „you got to shake something“ eine Textzeile von U Gotta Shake Something, einem bis heute (2025) unveröffentlichten Song von Prince, den er im Dezember 1985 geschrieben hatte.[20][25]

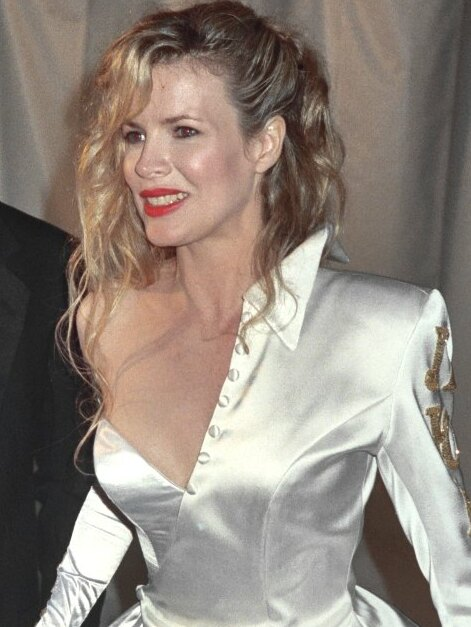
Kim Basinger, 1990

12. Thieves in the Temple Kim Basinger, 1990
Der in Moll geschriebene aus den Genres Pop und Rock stammende Song besitzt eine zuweilen dramatisch wirkende Stimmung, zu der ein dominant eingesetzter Drumcomputer und Nachhall-Effekte beitragen. Das Mundharmonika-Solo stammt aus dem Stück I Can’t Stand It (1967) von The Chambers Brothers, was Prince in den Liner Notes aber nicht erwähnte. Den Liedtext singt er mit einer vollen Wut wirkenden Stimme, die zum Teil mit einem Mehrspurrekorder aufgenommen wurde. Er sehnt sich das Eingreifen von Gott herbei; „Gott, wenn du da bist, rette mich vor all dieser kalten Verzweiflung“. Prince hofft, dass Gott ihm die Stärke zum Durchhalten geben wird. Die Schauspielerin Kim Basinger inspirierte ihn zum Liedtext; die beiden hatten von 1989 bis 1990 eine Affäre und die Textzeile „Ich und du hätten ein Kunstwerk sein können“ scheint sich direkt auf die Trennung von Basinger zu beziehen.[14][20][26]
13. The Latest Fashion
Das Stück stammt aus dem Genre Funk und besitzt einen stampfenden Beat, der wenig Abwechslung in Bezug auf Harmonik und Rhythmus bietet. Die Melodie übernahm Prince aus dem Song My Summertime Thang, den er für The Time geschrieben hatte und auf dem Album Pandemonium (1990) zu finden ist. Den Liedtext singt er mit Morris Day im Duett und nimmt direkten Bezug zur Filmhandlung, die sich mit einem musikalischen Konkurrenzkampf zwischen The Kid, im Film von Prince dargestellt, und Morris Day beschäftigt, wer der beste Sänger der Stadt ist. The Kid brüstet sich mit „niemand ist so funky wie ich“ und hebt hervor, dass er „noch immer der König“ ist, während Day mit The Time sein „Spielplatz“ ist. The Latest Fashion beschreibt unter anderem einen Tanz mit Namen „Murph Drag“, den „nur Leute, die Geld haben“ machen können. „Murph“ ist ein Slang-Ausdruck für eine schwere Geldrolle. Der Tanz ist nach dem Song Murph Drag von dem unveröffentlichten Album Corporate World (1989) von The Time benannt. The Latest Fashion endet mit einem Sprechgesang von Prince.[12][14][17]
14. Melody Cool
Der Track stammt aus den Genres Pop- und Rockmusik, angehaucht von Blues. Der Song wird von einer in tiefer Tonlage gespielten Synthesizer-Bassline getragen, wobei Prince Saxophon-ähnliche Synthesizer-Figuren hinzufügte. Die Snare Drums besitzen einen ungewöhnlichen Klang, ähnlich dem von Holzblasinstrumenten. Der von Prince geschriebene Liedtext wird von Mavis Staples gesungen, wobei Prince einige Vocal-Samples einfügte. Der spirituelle Liedtext predigt Einigkeit, Frieden und Harmonie. In einer Textzeile singt Staples beispielsweise „Wenn wir an einem Strang ziehen, wird alles ‘Melody Cool’ sein“.[14][17][26]
15. Still Would Stand All Time
Die R&B/Soul-Ballade erinnert zuweilen an eine Hymne, ähnlich wie The Ladder (1985) vom Album Around the World in a Day. Das Stück Still Would Stand All Time beginnt mit einem sanften Intro und der von Prince vorgetragene Gesang wird von zurückhaltendem Klavierspiel untermalt, was eine melancholische Stimmung erzeugt. Aufgrund des häufig vorkommenden Nachhall-Effekts wirkt das Stück zuweilen überladen. Im erneut spirituell angehauchten Liedtext vermittelt Prince die Überzeugung, dass nur Erlösung die Menschen vor „Unehrlichkeit, Wut, Angst, Eifersucht und Gier“ retten kann. Wenn die Menschen mit Gott eins werde, werde die Zeit aufhören zu bestehen. Das Finale besteht aus einem stimmgewaltigen Gospelchor, wobei Prince von Jill Jones, The Time und The Steeles unterstützt wird.[14][20][26]
16. Graffiti Bridge
Der ebenfalls Gospel-angehauchte Titelsong stammt aus dem Bereich Popmusik und erinnert zuweilen an ein Stück aus einem Musical, wobei Sheila E. Schlagzeug spielt. Die „Graffiti Bridge“ beschreibt Prince im Liedtext als „Brücke von vielen Farben“. Damit spielt er auf einen Regenbogen an, der als Symbol für eine Brücke zwischen der jetzigen und der nächsten Welt interpretiert werden kann. Obwohl er den Liedtext-Schwerpunkt auf das Finden göttlicher Liebe legt, beschäftigt er sich auch mit der Liebe im zwischenmenschlichen Bereich; beispielsweise singt Prince von der „Liebe eines Jungen, die Liebe eines Mädchens, die Liebe, die aus einem warmen Herzen in einer kalten Welt stammt“. In den Backing Vocals sind unter anderem Mavis Staples, Sheila E. und Tevin Campbell zu hören.[10][20][24]
17. New Power Generation (Pt. II)
Im Wesentlichen besteht der Song aus der Wiederholung von New Power Generation, wobei zusätzlicher Gesang von Mavis Staples, Robin Power und Tevin Campbell zu hören ist. Zudem ist eine Rappassage mit Namen True Confessions von T. C. Ellis eingefügt, der sein einziges Studioalbum ebenfalls True Confessions (1991) nannte. Ferner sind Samples von den bis heute unveröffentlichten Prince-Songs My Tree, gesungen von Mavis Staples, und Oobey Doop, gesungen von Elisa Fiorillo, enthalten.[14]

## Titelliste und Veröffentlichungen
| 1 | Can’t Stop This Feeling I Got                                                                | 4:24 |
| 2 | New Power Generation                                                                         | 3:39 |
| 3 | Release It (Hauptgesang: The Time) a                                                         | 3:54 |
| 4 | The Question of U                                                                            | 3:59 |
| 5 | Elephants & Flowers                                                                          | 3:54 |
| 6 | Round and Round (Hauptgesang: Tevin Campbell)                                                | 3:55 |
| 7 | We Can Funk (Duett mit George Clinton)                                                       | 5:28 |
| 8 | Joy in Repetition                                                                            | 4:53 |
| 9 | Love Machine (Hauptgesang: Elisa Fiorillo und Morris Day) b                                  | 3:34 |
| 10 | Tick, Tick, Bang                                                                             | 3:31 |
| 11 | Shake! (Hauptgesang: The Time) c                                                             | 4:01 |
| 12 | Thieves in the Temple                                                                        | 3:20 |
| 13 | The Latest Fashion (Duett mit Morris Day)                                                    | 4:02 |
| 14 | Melody Cool (Hauptgesang: Mavis Staples)                                                     | 3:39 |
| 15 | Still Would Stand All Time                                                                   | 5:23 |
| 16 | Graffiti Bridge (Feat. Mavis Staples und Tevin Campbell)                                     | 3:51 |
| 17 | New Power Generation (Pt. II) (Feat. Mavis Staples, Robin Power, T.C. Ellis, Tevin Campbell) | 2:57 |
| Spieldauer: 68:32 min. |                                                                                              |      |
| Autor aller Songs ist Prince a Autor: Prince und Levi Seacer Jr.b Autor: Prince, Levi Seacer Jr., Morris Dayc Autor: Prince und Morris Day |                                                                                              |      |

Graffiti Bridge wurde am 20. August 1990 im Vereinigtes Königreich und einen Tag später in den USA veröffentlicht. Das Album erschien auf CD, Doppel-LP und MC, später auch als Download. Zum Veröffentlichungszeitpunkt war Prince noch mit seiner Nude-Tour unterwegs, die bis zum 10. September 1990 dauerte. Die Dreharbeiten zum Musikfilm Graffiti Bridge hatte er ebenfalls noch nicht beendet; der Film kam schließlich am 1. November 1990 in die US-Kinos und entwickelte sich zu einem kommerziellen Verlustgeschäft. Zudem erhielt der Film zum Teil sehr negative Kritiken.

### Singles

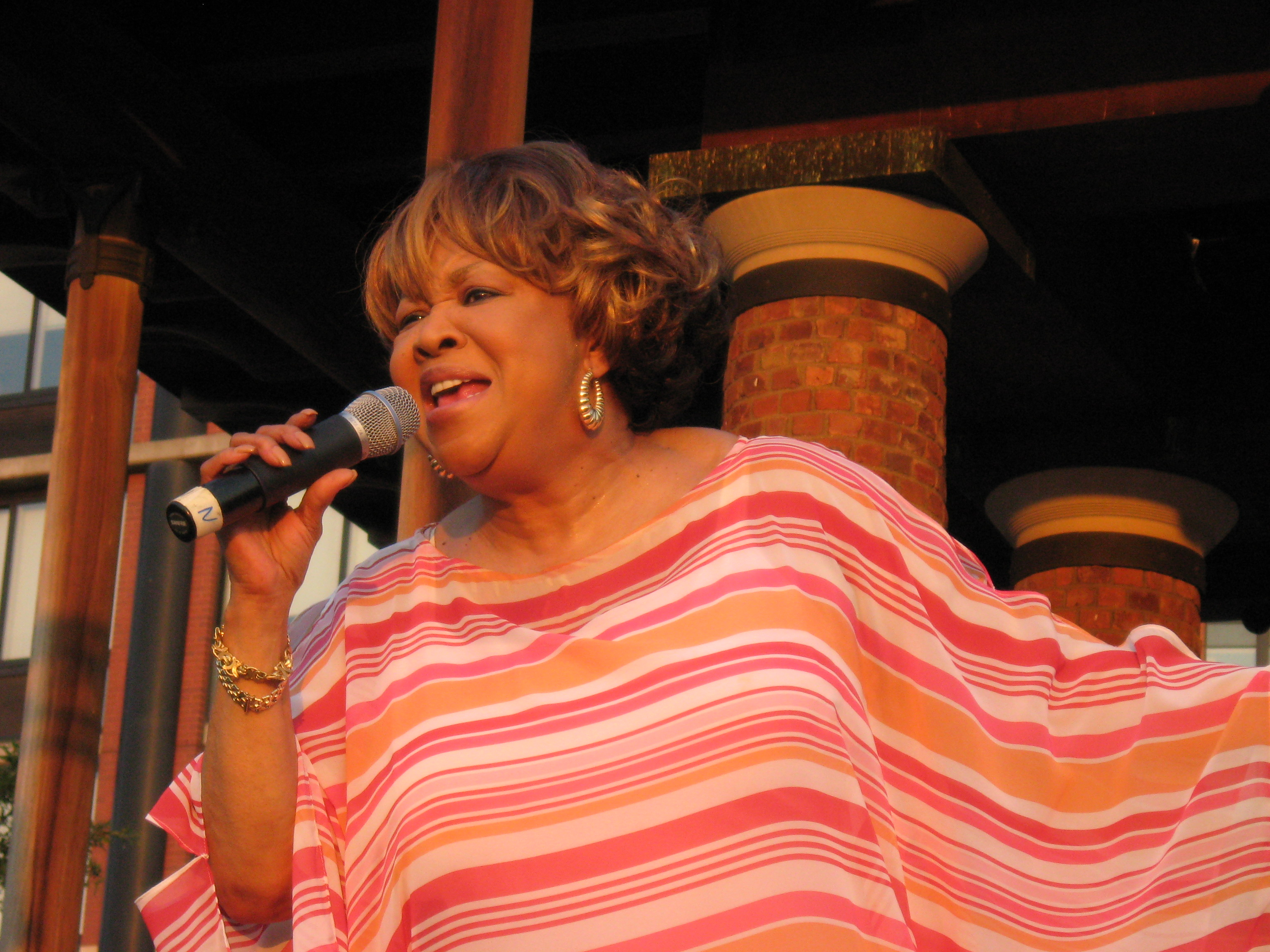
Mavis Staples, 2007

Von dem Album wurden sechs Singles ausgekoppelt: Thieves in the Temple erschien am 17. Juli 1990 und ist mit der Albumversion identisch. Die B-Seite ist mit 1:41 Minuten die Fortsetzung der Singleversion. Musikkritiker Jon Bream aus Prince’ Heimatstadt Minneapolis zeigte sich über die Auswahl der Vorabsingle wenig begeistert und meinte, es sei die „am wenig bemerkenswerte erste Single von einem Prince-Album seit Uptown aus Dirty Mind von 1980.“
Als zweite Single wurde Melody Cool, gesungen von Mavis Staples, am 10. August 1990 in Europa ausgekoppelt. In den USA erschien sie erst am 4. Dezember 1990. Die Singleversion ist auf 3:16 Minuten gekürzt, als B-Seite dient der Song Time Waits for No One, der ebenfalls von Staples gesungen wird und von Prince geschrieben wurde.
Round and Round, gesungen von Tevin Campbell, wurde am 25. September 1990 veröffentlicht und ist mit der Albumversion identisch. Als B-Seite ist der Song in der Soul-Dub-Version zu hören, die 5:02 Minuten lang ist. Die Single wurde nur im Vereinigten Königreich, Nordamerika und in Neuseeland herausgebracht.
Als vierte Single wurde New Power Generation am 22. Oktober 1990 im Vereinigten Königreich ausgekoppelt, in den USA einen Tag später. Als B-Seite ist New Power Generation (Pt. II) vorhanden und beide Versionen sind identisch mit der Albumversion.
Ende 1990 wurde Can’t Stop This Feeling I Got als fünfte Single veröffentlicht. Die Single erschien aber nur auf den Philippinen und ist mit der Albumversion identisch. Auf der B-Seite ist ebenfalls die Albumversion zu hören. Das exakte Veröffentlichungsdatum ist mit Quellen nicht zu belegen.
Am 8. Januar 1991 wurde Shake!, gesungen von The Time, als sechste und letzte Single aus Graffiti Bridge ausgekoppelt. Als B-Seite dient The Latest Fashion und beide Songs sind mit der jeweiligen Albumversion identisch. Die Single wurde nur in den USA herausgebracht. Als Shake! veröffentlicht wurde, hatte sich The Time bereits über zwei Monate zuvor aufgelöst; erst 1995 kam es zu einer Reunion.

### Musikvideos
Prince produzierte mit Thieves in the Temple, New Power Generation, Round and Round und The Question of U vier Musikvideos zu Songs von Graffiti Bridge, wobei die drei erstgenannten im Februar und März 1990 in seinem Paisley Park Studio gedreht wurden.

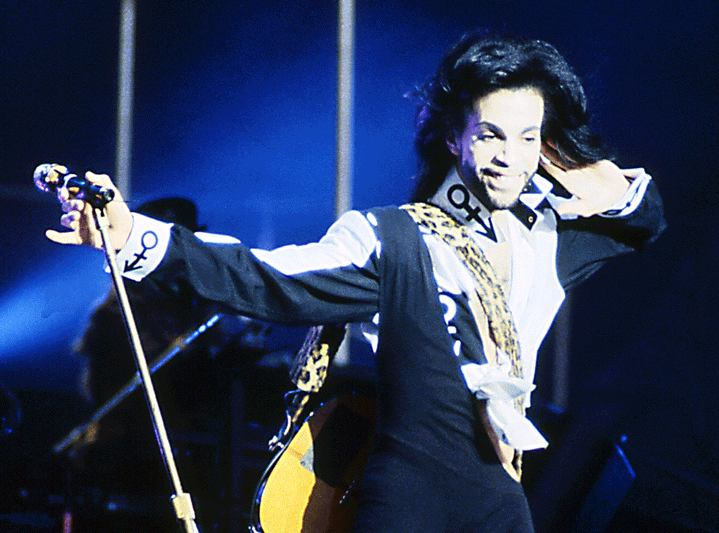
Prince während seiner Nude-Tour im Jahr 1990

Das Musikvideo zu Thieves in the Temple existiert in der Maxiversion und ist 8:36 Minuten lang, wobei auch eine auf 4:08 Minuten gekürzte Singleversion vorhanden ist. Die ersten vier Minuten bestehen vorwiegend aus Filmszenen von Graffiti Bridge sowie aus zusätzlich eingefügten Prince-Tanzszenen. In der zweiten Hälfte sitzt Prince vor einer Leinwand, auf der der Film Graffiti Bridge sowie der Liedtext von Thieves in the Temple zu sehen ist. Er tanzt mit Robin Power und die Frau mit Motorradhelm ist die Schauspielerin Kimberly Arland. Am Ende des Videos ist auf der Leinwand ein Text zu lesen, der den Titel „Love – A thief’s definition“ („Liebe – Eine Definition eines Diebs“) trägt. Regisseur des Musikvideos war Craig Laurence Rice (* 1948), mit dem Prince von 1983 bis 1993 zusammenarbeitete.
Zum Song New Power Generation existieren zwei unterschiedliche Musikvideos; beide enthalten geringfügig unterschiedliche Footages aus dem Film Graffiti Bridge, wobei das eine Video in der Albumversion zu hören ist und das andere im Funky Weapon Remix. Die Backgroundsängerin Rosie Gaines wirkt in New Power Generation zum ersten Mal in einem Prince-Musikvideo mit, der selbst Regisseur war.
Das Musikvideo zu Round and Round ist direkt aus dem Film entnommen und zeigt Tevin Campbell, wie er zu dem Song in der Soul Mix Edit Version singt und tanzt. Unter den Zuschauern befinden sich unter anderem Prince und Mavis Staples, die im Film Campbell’s Mutter spielt.
The Question of U ist als Liveversion von einem Konzert während der Nude-Tour am 31. August 1990 im Tokyo Dome in Tokio aufgenommen worden. Prince sitzt zunächst am Klavier und singt den Song. Dann steht er auf, stellt sich auf das Klavier und spielt Gitarre. Anschließend tanzt er zu dem Song. Das Musikvideo ist direkt aus dem Filmspecial Live in Tokyo entnommen, das im Jahr 1990 im japanischen Fernsehen zu sehen war. Regisseur war Noriaki Iwamura.

### Coverversionen
Vereinzelt nahmen Musiker Coverversionen von Songs des Albums Graffiti Bridge auf, wie beispielsweise:
- Joy in Repetition: Dayna Kurtz (2004), Sølvguttene feat. Hilde Marie Kjersem & Peder Kjellsby (2008), Raoul Sinier (2012), Keziah Jones (2017)
- Melody Cool: The Classic Metropolitan Orchestra (1993)
- New Power Generation: DinoSaur (2008)
- The Question of U: The Classic Metropolitan Orchestra (1993), Bob Belden feat. Holly Cole (1994), Seela & Darwin (1996), Jacob Young (2008), Pete Levin (2008), The Margarets (2008)
- Thieves in the Temple: Keff McCulloch (1991), The Classic Metropolitan Orchestra (1993), Herbie Hancock (1996), Christy Baron (2000), The Whaling City Sound Superband (2001), Renée Geyer (2003), Ulver feat. Siri Stranger (2008), Peter Götzmanns Jazz Hop Rhythm (2009), Caesar Frazier (2017), Max Zentawer & Réka (2018)

## Mitwirkende

### Musiker
Alle Songs wurden von Prince arrangiert, komponiert, produziert und vorgetragen. Zudem spielte er alle Musikinstrumente selbst ein, wobei folgende Personen die Aufnahmen ergänzten:
- Amp Fiddler (* 1958; † 2023) – Backing Vocals und zusätzliches Keyboard in We Can Funk
- Atlanta Bliss – Trompete in We Can Funk
- Belita Woods (* 1948; † 2012), Garry Shider (* 1953; † 2010), Michael “Clip” Payne (als „William Payne“), Mike Harris, Pat Lewis (* 1947; † 2024), Sandra Feva (als „Sandra Dance“) (* 1947; † 2020), Steve Boyd, Tracey Lewis (Sohn von George Clinton) – Backing Vocals in We Can Funk
- Boni Boyer (* 1958; † 1996) – Backing Vocals und Hammondorgel in Graffiti Bridge
- Candy Dulfer – Saxophon in Love Machine, Release It, The Latest Fashion
- Elisa Fiorillo – Hauptgesang in Love Machine
- Eric Leeds – Saxophon in We Can Funk
- George Clinton – Co-Leadsänger in We Can Funk
- Jana Anderson – Backing Vocals in Shake!
- Jerome Benton – Backing Vocals in Love Machine, Release It; „Crowd Noise“ in The Latest Fashion
- Levi Seacer Jr. – Backing Vocals und E-Bass in Graffiti Bridge; Verzerrungs-Sample in New Power Generation
- Mavis Staples – Backing Vocals in Graffiti Bridge, New Power Generation (Pt. II); Hauptgesang in Melody Cool
- Michael Koppelman und Tom Garneau – „Crowd Noise“ in The Latest Fashion
- Morris Day – Hauptgesang in Love Machine, Release It, Shake!, The Latest Fashion; Schlagzeug in New Power Generation
- Robin Power – Backing Vocals in New Power Generation (Pt. II); „Crowd Noise“ in The Latest Fashion
- Rosie Gaines – Backing Vocals in New Power Generation
- Sheila E. – Backing Vocals und Schlagzeug in Graffiti Bridge
- T.C. Ellis – Rap in New Power Generation (Pt. II)
- Tevin Campbell – Backing Vocals in Graffiti Bridge, New Power Generation (Pt. II); Hauptgesang in Round and Round
- The New Power Generation – Backing Vocals in New Power Generation
- The Steeles – Backing Vocals in Melody Cool, Still Would Stand All Time

### Technisches Personal
- Bob McNamara – Fotografie von Prince
- Clare Fischer – Orchesterarrangement in Graffiti Bridge
- Coke Johnson – Toningenieur-Assistenz in Joy in Repetition
- David Friedlander – Toningenieur
- David Z. Rivkin – Mixing in We Can Funk
- Eddie Garcia – Toningenieur
- Femi Jiya – Toningenieur
- Howie Weinberg – Mastering
- Junior Vasquez – Mixing und Post-Produktion in Round and Round
- Keith “K.C.” Cohen – Mixing in Melody Cool
- Larry Ferguson – Toningenieur
- Levi Seacer Jr. – Co-Arrangeur und Co-Produzent in Love Machine und Release It
- Margo Chase (* 1958; † 2017) – Logos
- Mark Plati – Programming und Toningenieur in Round and Round
- Michael Koppelman – Mastering, Toningenieur
- Susan Rogers – Mixing und Toningenieurin in Joy in Repetition
- Steve Parke – Illustrator vom Albumcover
- Tom Garneau – Toningenieur
- Tom Recchion – Artdirector

## Rezensionen
Einige Musikkritiker bewerteten Graffiti Bridge zum Teil sehr positiv, andere waren der Meinung, Prince habe in seiner Musik keine neuen Maßstäbe gesetzt. Obwohl seine Verkaufszahlen rückläufig waren, wurde er immer noch als musikalischer Innovator und Trendsetter angesehen. Ende der 1980er Jahre beeinflusste er Musiker wie Bobby Brown, George Michael, Lenny Kravitz, Paula Abdul, Red Hot Chili Peppers und Terence Trent D’Arby. Die Website AOTY (Album of the Year) errechnete für Graffiti Bridge eine Durchschnittsbewertung von 70 %, basierend auf fünf Rezensionen englischsprachiger Medien.
Greg Sandow von der Entertainment Weekly zeigte sich begeistert und verteilte die Höchstnote „A+“. Das Doppelalbum wirke „wie ein Meisterwerk“ und „von Anfang an“ sei „klar, dass Prince etwas Beeindruckendes und Wesentliches geschafft“ habe. Bereits der Opener Can’t Stop This Feeling I Got „rockt vor sich hin“ und „von unwiderstehlichem Schwung“ geprägt. Anschließend gehe es „zu einer mühelosen Verschmelzung von Funk und R&B (New Power Generation) über, gefolgt von rasantem Hip-Hop (Release It), der ebenso ungezwungen“ wirke. Bereits „zu diesem Zeitpunkt“ habe Prince „mehr stilistisches Terrain abgedeckt, als die meisten Musiker in ihrem ganzen Leben“, meinte Sandow. Den „tiefgründigen, originellen“ Song Still Would Stand All Time bezeichnete er als „Höhepunkt“ des Albums, den Prince „mit zittrigen musikalischen Erkundungen, gesungen in einem einfachen, direkten Gospelstil“ vortrage. In Anspielung auf die Gastsänger schrieb Sandow, Prince könne „eine Welt erschaffen“, die „so überwältigend“ sei, „dass ein Song, der von jemand anderem gesungen wird, immer noch seiner sein“ könne.
Rick Mason von der US-Zeitung St. Paul Pioneer Press war ebenfalls begeistert und gab die Höchstanzahl von vier Sternen. Mit der „Sicherheit eines Meisters hat Prince mit seinem neuen Album Graffiti Bridge seinen Ruf als einer der brillantesten Erneuerer der Popmusik erneut unter Beweis gestellt“. Er decke „ein beeindruckendes thematisches Terrain ab“ und lasse „es richtig krachen“. Dabei tauche er „die ganze Zeit“ in „straffen Funk-Rock-Groove tief in die Wurzeln der schwarzen Musik ein“. Man könne mit Shake! „tolle Dance-Tracks“ hören, „kosmischen Funk mit dem Meister des Funkateers George Clinton“, „glorreiche Funk-Rock-Hymnen“ in New Power Generation, „erstklassigen Soul“ in Melody Cool und „jede Menge Stoff zum Nachdenken“ wie in Thieves in the Temple. Im Gesamtergebnis bezeichnete Mason das Album als „künstlerischen Triumph“ von Prince.
Paul Evans vom US-Musikmagazin Rolling Stone gab vier von fünf Sternen. Er beschrieb das Album als „Tour de Force, die Prince erneut als einen außergewöhnlichen Pop-Picasso bestätigt – einen Experimentalisten, der bei den Massen so gut“ ankomme, dass „seine Experimente wirklich Eindruck“ hinterließen. Zudem sei Graffiti Bridge die Arbeit eines Musikers, der seine „Originalität wieder behauptet“ und dieses „mit der Leichtigkeit eines Eroberers“ tue. Prince schaffe, „den Zuhörer durchweg überrascht und fasziniert zu behalten“. Sein Gitarrenspiel verglich Evans mit dem von Jimi Hendrix und Steve Cropper.
Stephen Thomas Erlewine von AllMusic verteilte dreieinhalb von fünf Sternen. Trotz des „Kinofilm-Disasters“ sei Graffiti Bridge „kein schlechtes Album, es ist sogar oft sehr gut“. Abgesehen von Release It und Round and Round, seien „die besten Songs diejenigen, die Prince selbst eingespielt“ habe. Vor allem die sechs Tracks Can’t Stop This Feeling I Got, Elephants & Flowers, The Question of U, Thieves in the Temple, Tick Tick Bang und We Can Funk machten das Album „zu einem durch und durch angenehmen Hörerlebnis“, schrieb Erlewine als Fazit.
Die beiden Musikkritiker David Wilson und John Alroy waren enttäuscht und gaben nur zweieinhalb von fünf Sternen. Zwar existiere „eine Menge wirklich guter Musik“, aber „sie ist unzusammenhängend“. „Ungefähr die Hälfte“ des Albums werde „von Gästen“ vorgetragen, wobei lediglich Tevin Campbell mit Round and Round überzeuge; die weiteren Gastbeiträge wirkten „glanzlos“. Aber einige von Prince gesungenen Songs seien „großartig“, wie „der religiöse Rocker“ Elephants & Flowers, der „atemberaubend schöner Story-Song“ Joy in Repetition, das mit „großartiger Gesangsstimme“ vorgetragene Stück Still Would Stand All Time sowie der mit „eine Menge Hooks“ versehene Track Tick Tick Bang. Doch dafür „muss man auch den unerträglich kitschigen Titeltrack“ und The Question of U „über sich ergehen lassen“, schrieben Wilson und Alroy.
Jon Pareles von The New York Times gab zwar keine Note, zeigte sich aber auch enttäuscht und kritisierte vor allem die Liedtexte; Prince sei „kein tiefer Denker“ und „wenn er nicht über Sex“ singe, neigten „seine Botschaften dazu, wohlwollend und banal zu sein.“ Pareles zog einen Vergleich zum Album Purple Rain und kam zu der Erkenntnis, Prince sei „heute [1990] weit weniger konventionell als 1984“ und Graffiti Bridge gehe „Risiken ein, die für ihn mit Purple Rain noch nicht bestanden“ hätten; als „derweil wohl der gefragteste Collaborator in der Popszene“ ziehe er somit „eine musikalische Herausforderung einem kommerziellen Selbstläufer“ vor.
Josef Woodard von Down Beat verteilte auch keine Note, war mit Lob aber ebenfalls zurückhaltend. In Anspielung auf den Opener Can’t Stop This Feeling I Got, in dem eine explodierende Bombe zu hören ist, schrieb er: „Das Problem ist, dieses Prince-Album zündet nicht“. Graffiti Bridge „erregt nicht“ und sei keine „Offenbarung“, was „wir aber, aufgrund seiner vergangenen Alben, von ihm erwarten“. Das diesjährige Projekt klinge wie „ein funkelndes Etwas aus vorigem Jahr, das leicht veraltet und überholt“ wirke.
Musikkritiker Nelson George machte sich über Prince lustig; 1990 schrieb er in The Village Voice, es sei „amüsant, Prince’ Gesang und Morris Days Schlagzeugspiel in einem Song mit Namen New Power Generation zu hören. Neu? Die Jungs sind beide über 30!“
Prince selbst war darüber enttäuscht, dass seine Liedtexte und die darin enthaltenen Botschaften nicht die Aufmerksamkeit wie seine Musik erhielten. Insgesamt gesehen war er mit dem Album aber zufrieden und sagte dem Rolling Stone: Die beiden Songs Thieves in the Temple und Tick, Tick, Bang „klingen nach nichts, was ich jemals vorher getan habe.“

## Kommerzieller Erfolg

### Chartplatzierungen
| ChartsChartplatzierungen       | Höchstplatzierung | Wochen |
| ------------------------------ | ----------------- | ------ |
| Deutschland (GfK)              | 4 (14 Wo.)        | 14     |
| Österreich (Ö3)                | 8 (9 Wo.)         | 9      |
| Schweiz (IFPI)                 | 2 (9 Wo.)         | 9      |
| Vereinigtes Königreich (OCC)   | 1 (1) (8 Wo.)     | 8      |
| Vereinigte Staaten (Billboard) | 6 (24 Wo.)        | 24     |

| ChartsJahrescharts (1990) | Platzierung |
| ------------------------- | ----------- |
| Deutschland (GfK)         | 94          |

| Jahr | Titel                          | Höchstplatzierung, Gesamtwochen, AuszeichnungChartplatzierungen (Jahr, Titel, , Platzierungen, Wochen, Auszeichnungen, Anmerkungen) | Höchstplatzierung, Gesamtwochen, AuszeichnungChartplatzierungen (Jahr, Titel, , Platzierungen, Wochen, Auszeichnungen, Anmerkungen) | Höchstplatzierung, Gesamtwochen, AuszeichnungChartplatzierungen (Jahr, Titel, , Platzierungen, Wochen, Auszeichnungen, Anmerkungen) | Höchstplatzierung, Gesamtwochen, AuszeichnungChartplatzierungen (Jahr, Titel, , Platzierungen, Wochen, Auszeichnungen, Anmerkungen) | Höchstplatzierung, Gesamtwochen, AuszeichnungChartplatzierungen (Jahr, Titel, , Platzierungen, Wochen, Auszeichnungen, Anmerkungen) | Anmerkungen |
| Jahr | Titel                          | DE | AT | CH | UK | US | Anmerkungen |
| ---- | ------------------------------ | --- | --- | --- | --- | --- | --- |
| 1990 | Thieves in the Temple          | DE21 (12 Wo.)DE | — | CH12 (8 Wo.)CH | UK7 (6 Wo.)UK | US6 Gold · (13 Wo.)US | US: 2. Oktober 1990: Gold (500.000+)                                                                             |
| 1990 | Melody Cool                    | — | — | — | — | — | Nur in Europa und in den USA ausgekoppelt Hauptgesang: Mavis Staples                                             |
| 1990 | Round and Round                | DEn.v.DE | ATn.v.AT | CHn.v.CH | — | US12 Gold · (29 Wo.)US | Nur in UK, Nordamerika und Neuseeland ausgekoppelt Hauptgesang: Tevin Campbell US: 24. Mai 1991: Gold (500.000+) |
| 1990 | New Power Generation           | — | — | — | UK26 (4 Wo.)UK | US64 (5 Wo.)US | |
| 1990 | Can’t Stop This Feeling I Got  | DEn.v.DE | ATn.v.AT | CHn.v.CH | UKn.v.UK | USn.v.US | Nur auf den Philippinen ausgekoppelt                                                                             |
| 1991 | Shake! (Hauptgesang: The Time) | DEn.v.DE | ATn.v.AT | CHn.v.CH | UKn.v.UK | — | Nur in den USA ausgekoppelt                                                                                      |

Melody Cool erzielte Platz 41 in den Niederlanden, und Round and Round erreichte Platz 14 in Neuseeland als höchste Position.

### Auszeichnungen für Musikverkäufe
Graffiti Bridge verkaufte sich in den USA etwa 750.000 Mal, während außerhalb der USA ungefähr 1,4 Millionen Exemplare abgesetzt wurden. Die Verkaufszahlen ähnelten damit ungefähr denen von Lovesexy aus dem Jahr 1988.

| Land/Region                  | Auszeichnungen für Musikverkäufe (Land/Region, Auszeichnung, Verkäufe) | Verkäufe |
| ---------------------------- | ---------------------------------------------------------------------- | -------- |
| Frankreich (SNEP)            | Gold                                                                   | 100.000  |
| Kanada (MC)                  | Gold                                                                   | 50.000   |
| Schweiz (IFPI)               | Gold                                                                   | 25.000   |
| Spanien (Promusicae)         | Platin                                                                 | 100.000  |
| Vereinigte Staaten (RIAA)    | Gold                                                                   | 500.000  |
| Vereinigtes Königreich (BPI) | Gold                                                                   | 100.000  |
| Insgesamt                    | 5× Gold · 1× Platin ·                                                  | 875.000  |

Hauptartikel: Prince/Auszeichnungen für Musikverkäufe

## Preise
Prince wurde für die Graffiti-Bridge-Ära mit folgenden Auszeichnungen und Preisen geehrt:

### Minnesota Black Music Awards
6. Oktober 1990: Sonderpreis „10 Year Achievement Award“ („Auszeichnung für 10 Jahre Leistung“), zusammen mit The Time.

### Q Award
8. Oktober 1990: Auszeichnung mit einem Q Award als „Songwriter of the Year“.

### Billboard Music Awards
9. November 1990: Prince gewann für Thieves in the Temple bei den Billboard Music Video Awards in der Kategorie „Best Male Black/Rap“.

### Goldene Himbeere Nominierungen
24. März 1991: Prince wurde bei der Goldene Himbeere 1991 für seinen Film Graffiti Bridge in drei Kategorien mit dem Negativ-Preis nominiert, blieb allerdings von einem Gewinn verschont.

### ASCAP Awards
22. April 1991: Thieves in the Temple wurde mit einem ASCAP Award in der Kategorie „Most Performed Songs from Motion Pictures“ („Meistgespielte Songs aus Kinofilmen“) ausgezeichnet.